# Veronica annulata
Veronica annulata är en grobladsväxtart som beskrevs av Leonard C. Cockayne. Veronica annulata ingår i släktet veronikor, och familjen grobladsväxter. Inga underarter finns listade i Catalogue of Life.